# Fusarium reticulatum
Fusarium reticulatum är en svampart. Fusarium reticulatum ingår i släktet Fusarium och familjen Nectriaceae.

## Underarter
Arten delas in i följande underarter:
- negundinis
- reticulatum